# Dominique Nguyễn Văn Lãng
Dominique Nguyễn Văn Lãng (Đại Xuân, 14 novembre 1921 – Hố Nai, 22 febbraio 1988) è stato un vescovo cattolico vietnamita.

## Biografia
Dominique Nguyễn Văn Lãng nacque il 13 agosto 1929 nel villaggio Xuân Hòa, appartenente al comune di Đại Xuân, distretto Quế Võ della provincia di Bắc Ninh. 
Frequentò il seminario minore di Lang Son, poi continuò a studiare al seminario di Xuan Bich, Hanoi. Fu ordinato prete il 21 maggio 1951. Nel 1955 venne inviato Roma per studio e nel 1958 si laureò in diritto canonico. In seguito si recò anche in Inghilterra.
Il 1º luglio 1974 papa Paolo VI lo nominò vescovo di Xuân Lôc. Ricevette l'ordinazione episcopale l'11 agosto 1974 nella basilica di Notre-Dame di Saigon per imposizione delle mani del cardinale Agnelo Rossi.
Morì 22 febbraio 1988 all'età di 66 anni.

## Genealogia episcopale e successione apostolica
La genealogia episcopale è:
- Cardinale Scipione Rebiba
- Cardinale Giulio Antonio Santori
- Cardinale Girolamo Bernerio, O.P.
- Arcivescovo Galeazzo Sanvitale
- Cardinale Ludovico Ludovisi
- Cardinale Luigi Caetani
- Cardinale Ulderico Carpegna
- Cardinale Paluzzo Paluzzi Altieri degli Albertoni
- Papa Benedetto XIII
- Papa Benedetto XIV
- Papa Clemente XIII
- Cardinale Bernardino Giraud
- Cardinale Alessandro Mattei
- Cardinale Pietro Francesco Galleffi
- Cardinale Giacomo Filippo Fransoni
- Cardinale Carlo Sacconi
- Cardinale Edward Henry Howard
- Cardinale Mariano Rampolla del Tindaro
- Cardinale Rafael Merry del Val
- Arcivescovo Duarte Leopoldo e Silva
- Arcivescovo Paulo de Tarso Campos
- Cardinale Agnelo Rossi
- Vescovo Dominique Nguyễn Văn Lãng

La successione apostolica è:
- Vescovo Paul Marie Nguyễn Minh Nhật (1975)